# بيتر سزوك
بيتر سزوك (بالمجرية: Szőke Péter)‏ مواليد 8 أغسطس 1947 في بودابست، هو لاعب كرة مضرب مجري سابق وكان يلعب باليد اليمنى. أعلى تصنيف له في الفردي كان المركز الـ 47 في سنة 1973.

## النهائيات

### الفردي الوصافة (1)
| الحصيلة | الرقم | التاريخ | البطولة                   | الأرضية | الخصم في النهائي | النقاط في النهائي |
| ------- | ----- | ------- | ------------------------- | ------- | ---------------- | ----------------- |
| الوصيف  | 1.    | 1971    | هامبورغ للماسترز، ألمانيا | ترابية  | أندريس خيمينو    | 3–6, 2–6, 2–6     |

## روابط خارجية
- بيتر سزوك على موقع رابطة محترفي التنس (الإنجليزية)
- بيتر سزوك على موقع الاتحاد الدولي لكرة المضرب (الإنجليزية)
- بيتر سزوك على موقع كأس ديفيز (الإنجليزية)
- بيتر سزوك على موقع خلاصة التنس.كوم (الإنجليزية)